# Гороховец
Гороховец (на руски: Гороховец) е град в Русия, административен център на Гороховецки район, Владимирска област. Населението на града към 1 януари 2018 година е 12 799 души.